# Ada och Glada
Ada och Glada (finska: Onneli ja Anneli) är en serie barnböcker av finländska författaren Marjatta Kurenniemi. Böckerna är baserade på Zacharias Topelius saga om två små flickor, Punainen tupa, som Kurenniemi ville skriva ett annat slut på.
Den första boken kom ut 1966. Under 2010-talet har Saara Cantell även filmatiserat böckerna.

## Böcker
- Onnelin ja Annelin talo (WSOY, 1966)
- Onnelin ja Annelin talvi (WSOY, 1968)
- Onneli, Anneli ja orpolapset (WSOY, 1971)
- Onneli, Anneli ja nukutuskello (WSOY, 1984)
- Putti ja pilvilaivat (WSOY, 1987)
- Putti Puuhkajasaarella (WSOY, 1989)

## Filmatiseringar
- Ada och Glada (2014)
- Adas och Gladas vinter (2015)
- Glada, Ada och den mystiska främlingen (2016)

- Glada, Ada och sömnklockan (2018)

### Produktion
Filmerna producerades av Zodiak Finland och regisserades av Saara Cantell efter manus av Sami Keski-Vähälä. De första två filmerna har visats omklippta till TV-serier och visades i Sverige under titeln Onneli och Anneli. I de första tre filmerna spelas Ada och Glada av Aava Merikanto och Lilja Lehto medan Celina Fallström och Olga Ritvanen spelar huvudrollerna i Glada, Ada och sömnklockan. 
De första tre filmerna spelades in i Lovisa stad. Ada och Gladas hus som flickorna köper i den första filmen och sedan bor i är i verkligheten en kuliss utan baksida i kapellparken. Efter inspelningarna av de tre första filmerna köpte Lovisa stad huset från produktionsbolaget Zodiak för 7000 euro. Staden skulle sedan måla om och rusta upp huset för besökare vilket de inte gjorde på över två år.
I Lovisa finns också en mindre temalekpark vid Skeppsbron på strandvägen.
När Glada, Ada och sömnklockan skulle planeras var inte Lovisa stad med för att förhandla förhandla var i Lovisa filmen skulle spelas in så inspelningarna flyttade till Åbo.